# Кулар
Хребетът Кулар (на руски: хребет Кулар) е нископланински хребет в Североизточен Сибир, в северната част на Якутия, Русия.
Простира се от юг-югозапад на север-североизток на протежение от 380 km между долините на реките Омолой на запад и Яна и притокът ѝ Битантай на изток. На юг, в района на изворите на Омолой са свързва с главната верига на Верхоянската планинска система. Максимална височина 1289 m (69°56′25″ с. ш. 134°19′55″ и. д. / 69.940278° с. ш. 134.331944° и. д.). в северната му част. Изграден е от шисти и пясъчници, пронизани на север от гранити. Склоновете му са дълбоко разчленени от речни долини. От него водят началото си множество десни притоци на Омолой (Суордах, Улахан-Кюегюлюр и др.) и леви притоци на Яна и левият ѝ приток Битантай (Кулгага-Суох, Баки и др.). Покрит е с планинска тундрова растителност, а по долините на реките се среща храстовидна тундрова лиственица. Разработват се находища на злато и калай.

## Топографска карта
- Топографска карта R-53,54; М 1:1 000 000[2]